# Grand Prix de la ville de Camaiore 2014
La 65e édition du Grand Prix de la ville de Camaiore a eu lieu le 6 mars 2014. La course fait partie du calendrier UCI Europe Tour 2014 en catégorie 1.1.

## Présentation

### Équipes
Classé en catégorie 1.1 de l'UCI Europe Tour, le Grand Prix de la ville de Camaiore est par conséquent ouvert aux UCI ProTeams dans la limite de 50 % des équipes participantes, aux équipes continentales professionnelles, aux équipes continentales et aux équipes nationales.
L'organisateur a communiqué la liste de vingt équipes invitées le 4 février 2014 avant de modifier sa liste en ajoutant des équipes italiennes. Vingt-deux équipes participent à ce Grand Prix de la ville de Camaiore - neuf ProTeams, dix équipes continentales professionnelles et trois équipes continentales :
| UCI ProTeams        | UCI ProTeams | UCI ProTeams |
| Nom de l'équipe     | Pays         | Code         |
| ------------------- | ------------ | ------------ |
| AG2R La Mondiale    | France       | ALM          |
| Astana              | Kazakhstan   | AST          |
| Cannondale          | Italie       | CAN          |
| Katusha             | Russie       | KAT          |
| Lampre-Merida       | Italie       | LAM          |
| Movistar            | Espagne      | MOV          |
| Orica-GreenEDGE     | Australie    | OGE          |
| Sky                 | Royaume-Uni  | SKY          |
| Trek Factory Racing | États-Unis   | TFR          |

| Équipes continentales professionnelles | Équipes continentales professionnelles | Équipes continentales professionnelles |
| Nom de l'équipe                        | Pays                                   | Code                                   |
| -------------------------------------- | -------------------------------------- | -------------------------------------- |
| Androni Giocattoli-Venezuela           | Italie                                 | AND                                    |
| Bardiani CSF                           | Italie                                 | BAR                                    |
| Caja Rural-Seguros RGA                 | Espagne                                | CJR                                    |
| Colombia                               | Colombie                               | COL                                    |
| IAM                                    | Suisse                                 | IAM                                    |
| MTN-Qhubeka                            | Afrique du Sud                         | MTN                                    |
| RusVelo                                | Russie                                 | RVL                                    |
| UnitedHealthcare                       | États-Unis                             | UHC                                    |
| Wanty-Groupe Gobert                    | Belgique                               | WGG                                    |
| Yellow Fluo                            | Italie                                 | YEL                                    |

| Équipes continentales | Équipes continentales | Équipes continentales |
| Nom de l'équipe       | Pays                  | Code                  |
| --------------------- | --------------------- | --------------------- |
| Area Zero             | Italie                | AZT                   |
| Marchiol Emisfero     | Italie                | MAE                   |
| MG Kvis-Trevigiani    | Italie                | MGK                   |

## Classement final
|    | Coureur           | Pays      | Équipe              |    | Temps           |
| -- | ----------------- | --------- | ------------------- | -- | --------------- |
| 1  | Diego Ulissi      | Italie    | Lampre-Merida       | en | 4 h 18 min 37 s |
| 2  | Matteo Montaguti  | Italie    | AG2R La Mondiale    | +  | 0 s             |
| 3  | Julián Arredondo  | Colombie  | Trek Factory Racing |    | 0 s             |
| 4  | Simon Clarke      | Australie | Orica-GreenEDGE     |    | 0 s             |
| 5  | Sonny Colbrelli   | Italie    | Bardiani CSF        |    | 3 s             |
| 6  | Fabio Felline     | Italie    | Trek Factory Racing |    | 3 s             |
| 7  | Jens Keukeleire   | Belgique  | Orica-GreenEDGE     |    | 3 s             |
| 8  | Salvatore Puccio  | Italie    | Sky                 |    | 3 s             |
| 9  | Mauro Finetto     | Italie    | Yellow Fluo         |    | 3 s             |
| 10 | Francesco Gavazzi | Italie    | Astana              |    | 3 s             |

## Liste des participants
- Liste de départ complète

| Légende | Légende                                                                          | Légende | Légende                                                    |
| ------- | -------------------------------------------------------------------------------- | ------- | ---------------------------------------------------------- |
| Num     | Dossard de départ porté par le coureur sur ce Grand Prix de la ville de Camaiore | Pos     | Position à l'arrivée de la course                          |
|         | Indique un maillot de champion national ou mondial, suivi de sa spécialité       | NP      | Indique un coureur qui n'a pas pris le départ de la course |
| AB      | Indique un coureur qui n'a pas terminé la course                                 | HD      | Indique un coureur qui a terminé la course hors des délais |

| Cannondale CAN | Cannondale CAN             | Cannondale CAN |
| -------------- | -------------------------- | -------------- |
| Num            | Coureur                    | Pos            |
| 1              | Marco Marcato (ITA)        | 11e            |
| 2              | Alberto Bettiol (ITA)      | AB             |
| 3              | Damiano Caruso (ITA)       | NP             |
| 4              | Cayetano Sarmiento (COL)   | 97e            |
| 5              | Matthias Krizek (AUT)      | 116e           |
| 6              | Daniele Ratto (ITA)        | AB             |
| 7              | Alessandro De Marchi (ITA) | 51e            |
| 8              | Davide Villella (ITA)      | 12e            |

| AG2R La Mondiale ALM | AG2R La Mondiale ALM      | AG2R La Mondiale ALM |
| -------------------- | ------------------------- | -------------------- |
| Num                  | Coureur                   | Pos                  |
| 11                   | Davide Appollonio (ITA)   | 69e                  |
| 12                   | Hubert Dupont (FRA)       | 44e                  |
| 13                   | Rinaldo Nocentini (ITA)   | 48e                  |
| 14                   | Julien Bérard (FRA)       | 79e                  |
| 15                   | Guillaume Bonnafond (FRA) | 83e                  |
| 16                   | Ben Gastauer (LUX)        | 13e                  |
| 17                   | Matteo Montaguti (ITA)    | 2e                   |
| 18                   | Axel Domont (FRA)         | 62e                  |

| Trek Factory Racing TFR | Trek Factory Racing TFR          | Trek Factory Racing TFR |
| ----------------------- | -------------------------------- | ----------------------- |
| Num                     | Coureur                          | Pos                     |
| 21                      | Riccardo Zoidl (AUT) (Route)     | 42e                     |
| 22                      | Julián Arredondo (COL)           | 3e                      |
| 23                      | Fabio Felline (ITA)              | 6e                      |
| 24                      | Robert Kišerlovski (CRO) (Route) | 40e                     |
| 25                      |                                  |                         |
| 26                      | Jens Voigt (GER)                 | AB                      |
| 27                      | Calvin Watson (AUS)              | 113e                    |
| 28                      | Eugenio Alafaci (ITA)            | AB                      |

| Astana AST | Astana AST               | Astana AST |
| ---------- | ------------------------ | ---------- |
| Num        | Coureur                  | Pos        |
| 31         | Vincenzo Nibali (ITA)    | 49e        |
| 32         | Valerio Agnoli (ITA)     | 82e        |
| 33         | Francesco Gavazzi (ITA)  | 10e        |
| 34         | Enrico Gasparotto (ITA)  | 45e        |
| 35         | Jacopo Guarnieri (ITA)   | AB         |
| 36         | Alessandro Vanotti (ITA) | 93e        |
| 37         | Fredrik Kessiakoff (SWE) | 87e        |
| 38         | Andrey Zeits (KAZ)       | AB         |

| Lampre-Merida LAM | Lampre-Merida LAM        | Lampre-Merida LAM |
| ----------------- | ------------------------ | ----------------- |
| Num               | Coureur                  | Pos               |
| 41                | Diego Ulissi (ITA)       | 1er               |
| 42                | Damiano Cunego (ITA)     | 34e               |
| 43                | Kristijan Đurasek (CRO)  | 100e              |
| 44                | Manuele Mori (ITA)       | 15e               |
| 45                | Winner Anacona (COL)     | AB                |
| 46                | Przemysław Niemiec (POL) | 41e               |
| 47                | Jan Polanc (SLO)         | 90e               |
| 48                | Luca Wackermann (ITA)    | 17e               |

| Movistar MOV | Movistar MOV          | Movistar MOV |
| ------------ | --------------------- | ------------ |
| Num          | Coureur               | Pos          |
| 51           | Beñat Intxausti (ESP) | 88e          |
| 52           | Sylwester Szmyd (POL) | 81e          |
| 53           | John Gadret (FRA)     | 47e          |
| 54           | Pablo Lastras (ESP)   | 29e          |
| 55           | Andrey Amador (CRC)   | 31e          |
| 56           | Dayer Quintana (COL)  | 73e          |
| 57           | Enrique Sanz (ESP)    | 99e          |
| 58           | Jasha Sütterlin (GER) | 125e         |

| Orica-GreenEDGE OGE | Orica-GreenEDGE OGE            | Orica-GreenEDGE OGE |
| ------------------- | ------------------------------ | ------------------- |
| Num                 | Coureur                        | Pos                 |
| 61                  | Simon Gerrans (AUS) (Route)    | 111e                |
| 62                  | Michael Albasini (SUI)         | AB                  |
| 63                  | Simon Clarke (AUS)             | 4e                  |
| 64                  | Christian Meier (CAN)          | 110e                |
| 65                  | Ivan Santaromita (ITA) (Route) | 35e                 |
| 66                  | Adam Yates (GBR)               | 59e                 |
| 67                  | Simon Yates (GBR)              | 26e                 |
| 68                  | Jens Keukeleire (BEL)          | 7e                  |

| Katusha KAT | Katusha KAT                 | Katusha KAT |
| ----------- | --------------------------- | ----------- |
| Num         | Coureur                     | Pos         |
| 71          |                             |             |
| 72          | Maxim Belkov (RUS)          | AB          |
| 73          | Sergey Chernetskiy (RUS)    | 20e         |
| 74          | Aliaksandr Kuschynski (BLR) | 61e         |
| 75          | Egor Silin (RUS)            | AB          |
| 76          | Yury Trofimov (RUS)         | 39e         |
| 77          | Ángel Vicioso (ESP)         | 23e         |
| 78          | Eduard Vorganov (RUS)       | 16e         |

| Sky SKY | Sky SKY                | Sky SKY |
| ------- | ---------------------- | ------- |
| Num     | Coureur                | Pos     |
| 81      | Ian Boswell (USA)      | 75e     |
| 82      | Bernhard Eisel (AUT)   | AB      |
| 83      | Nathan Earle (AUS)     | 94e     |
| 84      | Joshua Edmondson (GBR) | 95e     |
| 85      | Salvatore Puccio (ITA) | 8e      |
| 86      | Luke Rowe (GBR)        | AB      |
| 87      | Ben Swift (GBR)        | 85e     |
| 88      | Sebastián Henao (COL)  | 37e     |

| RusVelo RVL | RusVelo RVL              | RusVelo RVL |
| ----------- | ------------------------ | ----------- |
| Num         | Coureur                  | Pos         |
| 91          | Sergey Firsanov (RUS)    | 19e         |
| 92          |                          |             |
| 93          | Sergueï Klimov (RUS)     | AB          |
| 94          | Ivan Balykin (ITA)       | 120e        |
| 95          | Sergey Pomoshnikov (RUS) | 66e         |
| 96          | Ilnur Zakarin (RUS)      | 28e         |
| 97          | Gennadi Tatarinov (RUS)  | AB          |
| 98          | Artem Ovechkin (RUS)     | 54e         |

| Androni Giocattoli-Venezuela AND | Androni Giocattoli-Venezuela AND | Androni Giocattoli-Venezuela AND |
| -------------------------------- | -------------------------------- | -------------------------------- |
| Num                              | Coureur                          | Pos                              |
| 101                              | Franco Pellizotti (ITA)          | 32e                              |
| 102                              | Johnny Hoogerland (NED) (Route)  | 128e                             |
| 103                              | Marco Bandiera (ITA)             | 70e                              |
| 104                              | Manuel Belletti (ITA)            | 127e                             |
| 105                              | Marco Frapporti (ITA)            | 102e                             |
| 106                              | Antonio Parrinello (ITA)         | 53e                              |
| 107                              | Diego Rosa (ITA)                 | 22e                              |
| 108                              | Nicola Testi (ITA)               | AB                               |

| Bardiani CSF BAR | Bardiani CSF BAR                 | Bardiani CSF BAR |
| ---------------- | -------------------------------- | ---------------- |
| Num              | Coureur                          | Pos              |
| 111              | Enrico Battaglin (ITA)           | 52e              |
| 112              | Stefano Pirazzi (ITA)            | 86e              |
| 113              | Francesco Manuel Bongiorno (ITA) | 57e              |
| 114              | Enrico Barbin (ITA)              | 56e              |
| 115              | Sonny Colbrelli (ITA)            | 5e               |
| 116              | Stefano Locatelli (ITA)          | 101e             |
| 117              | Angelo Pagani (ITA)              | 50e              |
| 118              | Edoardo Zardini (ITA)            | 43e              |

| Colombia COL | Colombia COL               | Colombia COL |
| ------------ | -------------------------- | ------------ |
| Num          | Coureur                    | Pos          |
| 121          | Miguel Ángel Rubiano (COL) | 30e          |
| 122          | Edward Díaz (COL)          | 98e          |
| 123          |                            |              |
| 124          | Jarlinson Pantano (COL)    | 24e          |
| 125          | Darwin Pantoja (COL)       | 118e         |
| 126          | Jonathan Paredes (COL)     | 117e         |
| 127          | Fabio Duarte (COL)         | 91e          |
| 128          | Rodolfo Torres (COL)       | 60e          |

| Yellow Fluo YEL | Yellow Fluo YEL        | Yellow Fluo YEL |
| --------------- | ---------------------- | --------------- |
| Num             | Coureur                | Pos             |
| 131             | Matteo Rabottini (ITA) | 38e             |
| 132             | Daniele Colli (ITA)    | AB              |
| 133             | Francesco Failli (ITA) | AB              |
| 134             | Andrea Fedi (ITA)      | AB              |
| 135             | Mauro Finetto (ITA)    | 9e              |
| 136             | Simone Ponzi (ITA)     | AB              |
| 137             | Rafael Andriato (BRA)  | 114e            |
| 138             | Fabio Taborre (ITA)    | 33e             |

| MTN-Qhubeka MTN | MTN-Qhubeka MTN            | MTN-Qhubeka MTN |
| --------------- | -------------------------- | --------------- |
| Num             | Coureur                    | Pos             |
| 141             | Jani Tewelde (ERI)         | AB              |
| 142             | Sergio Pardilla (ESP)      | 21e             |
| 143             | Daniel Teklehaimanot (ERI) | 74e             |
| 144             | Adrien Niyonshuti (RWA)    | 126e            |
| 145             | Meron Russom (ERI)         | AB              |
| 146             | Songezo Jim (RSA)          | AB              |
| 147             | Dennis van Niekerk (RSA)   | AB              |
| 148             |                            |                 |

| UnitedHealthcare UHC | UnitedHealthcare UHC     | UnitedHealthcare UHC |
| -------------------- | ------------------------ | -------------------- |
| Num                  | Coureur                  | Pos                  |
| 151                  | Alessandro Bazzana (ITA) | 77e                  |
| 152                  | Benjamin Day (AUS)       | AB                   |
| 153                  | Marc de Maar (NED)       | AB                   |
| 154                  | Lucas Euser (USA)        | 105e                 |
| 155                  | Davide Frattini (ITA)    | 67e                  |
| 156                  | Christopher Jones (USA)  | 78e                  |
| 157                  | Martijn Maaskant (NED)   | AB                   |
| 158                  | Kiel Reijnen (USA)       | AB                   |

| Wanty-Groupe Gobert WGG | Wanty-Groupe Gobert WGG  | Wanty-Groupe Gobert WGG |
| ----------------------- | ------------------------ | ----------------------- |
| Num                     | Coureur                  | Pos                     |
| 161                     | Mirko Selvaggi (ITA)     | 71e                     |
| 162                     | Thomas Degand (BEL)      | 25e                     |
| 163                     | Frederik Backaert (BEL)  | 89e                     |
| 164                     | Jérôme Gilbert (BEL)     | 107e                    |
| 165                     | Michel Kreder (NED)      | 129e                    |
| 166                     | Kevin Seeldraeyers (BEL) | 46e                     |
| 167                     |                          |                         |
| 168                     | Marco Minnaard (NED)     | 63e                     |

| IAM | IAM                     | IAM  |
| --- | ----------------------- | ---- |
| Num | Coureur                 | Pos  |
| 171 | Marcel Aregger (SUI)    | 124e |
| 172 | Jonathan Fumeaux (SUI)  | AB   |
| 173 | Reto Hollenstein (SUI)  | 14e  |
| 174 | Pirmin Lang (SUI)       | AB   |
| 175 | Gustav Larsson (SWE)    | 76e  |
| 176 | Patrick Schelling (SUI) | 104e |
| 177 | Johann Tschopp (SUI)    | 80e  |
| 178 | Matthias Brändle (AUT)  | AB   |

| Caja Rural-Seguros RGA CJR | Caja Rural-Seguros RGA CJR | Caja Rural-Seguros RGA CJR |
| -------------------------- | -------------------------- | -------------------------- |
| Num                        | Coureur                    | Pos                        |
| 181                        | Davide Viganò (ITA)        | 103e                       |
| 182                        | Francesco Lasca (ITA)      | AB                         |
| 183                        | Omar Fraile (ESP)          | 36e                        |
| 184                        | Marcos García (ESP)        | 18e                        |
| 185                        | Heiner Parra (COL)         | 65e                        |
| 186                        | Fernando Grijalba (ESP)    | 58e                        |
| 187                        | Fabricio Ferrari (URU)     | 55e                        |
| 188                        | Javier Aramendia (ESP)     | AB                         |

| Area Zero AZT | Area Zero AZT           | Area Zero AZT |
| ------------- | ----------------------- | ------------- |
| Num           | Coureur                 | Pos           |
| 191           | Paolo Ciavatta (ITA)    | 27e           |
| 192           | Fabio Chinello (ITA)    | AB            |
| 193           | Giovanni Carboni (ITA)  | AB            |
| 194           | Gianluca Leonardi (ITA) | 123e          |
| 195           | Silvio Giorni (ITA)     | 109e          |
| 196           | Simone Petilli (ITA)    | 68e           |
| 197           | Charly Petelin (ITA)    | 108e          |
| 198           | Marco Tecchio (ITA)     | AB            |

| Marchiol Emisfero MAE | Marchiol Emisfero MAE  | Marchiol Emisfero MAE |
| --------------------- | ---------------------- | --------------------- |
| Num                   | Coureur                | Pos                   |
| 201                   | Antonio Nibali (ITA)   | 121e                  |
| 202                   | Enrico Franzoi (ITA)   | 106e                  |
| 203                   | Simone Antonini (ITA)  | 64e                   |
| 204                   | Alberto Cecchin (ITA)  | 115e                  |
| 205                   | Andrea Vaccher (ITA)   | 84e                   |
| 206                   | Raffaello Bonusi (ITA) | 119e                  |
| 207                   | Enea Cambianica (SUI)  | 92e                   |
| 208                   | Paolo Lunardon (ITA)   | AB                    |

| MG Kvis-Trevigiani MGK | MG Kvis-Trevigiani MGK       | MG Kvis-Trevigiani MGK |
| ---------------------- | ---------------------------- | ---------------------- |
| Num                    | Coureur                      | Pos                    |
| 211                    | Daniele Aldegheri (ITA)      | AB                     |
| 212                    | Matteo Busato (ITA)          | 72e                    |
| 213                    | Luca Chirico (ITA)           | 112e                   |
| 214                    | Lorenzo Di Remigio (ITA)     | 96e                    |
| 215                    | Riccardo Donato (ITA)        | AB                     |
| 216                    | Mattia Frapporti (ITA)       | AB                     |
| 217                    | Rino Gasparrini (ITA)        | AB                     |
| 218                    | Andrei Nechita (ROU) (Route) | 122e                   |